# Авдет (газета)
Авде́т (крымскотат. Avdet, Авдет — «возвращение») — современная социально-политико-культурная двуязычная (крымскотатарско-русская) газета, выходящая с 15 июля 1990 года. Первое независимое издание с момента депортации крымских татар в Среднюю Азию.
Газета была создана Организацией крымскотатарского национального движения (ОКНД), автор названия — Мустафа Джемилев.
Первая редакция находилась в Бахчисарае: сначала в частном доме Сервера Керимова, позже — в доме Ильми Умерова. Первые номера печатали в Риге, куда их отвозил курьер А. Сулейманов. Впоследствии газету стали печатать в Бахчисарайской типографии. Затем редакция переехала в Симферополь, где до 2014 года находилась в здании «Фонда Крым».
Сначала газета издавалась дважды в месяц, затем — каждые две недели, а потом стала еженедельной. Печатное издание использует крымскотатарскую кириллицу, а официальный сайт — латиницу и кириллицу.
После событий 2014 года, выданные властями Украины лицензии крымских СМИ действовали до 1 апреля 2015 года. После этого газета не смогла пройти российскую регистрацию как СМИ. Поскольку согласно российскому законодательству газеты, имеющие тираж меньше 1000 экземпляров, могут издаваться без регистрации, тираж газеты был уменьшен до 999 экземпляров и прекратилась её розничная продажа в киосках. Бумажная версия газеты распространяется среди ограниченного круга подписчиков, основной упор редакция делает на обновление сайта. Также редакция лишилась своего помещения в здании «Фонда Крым» по адресу ул. Шимдта, 2 в Симферополе, поскольку здание было изъято у «Фонда Крым».
Своей главной целью газета провозгласила вопрос сохранения идентичности, духовности, идеологии крымских татар, а также другие актуальные для этого народа вопросы. Издание также рассматривает проблемы восстановления государственности крымских татар, содержит историко-народоведческие разведки.
Редакторами были: Рустем Джелилев, Лиля Буджурова, в настоящее время — Зыркет Эшек.